# Monte Siera
Il Monte Siera è una montagna delle Alpi carniche, alta 2.443 metri, situata a sud-est della valle di Sappada (Dolomiti Pesarine, gruppo Terze-Clap-Siera), in Friuli-Venezia Giulia, segnando il confine tra i comuni di Prato Carnico a sud e Sappada a nord.

## Descrizione
Sul versante sappadino, a Cima Sappada, sono presenti impianti di risalita che portano fino al Rifugio Siera a 1.600 m, da dove partono delle piste di sci collegate con quelle di Sappada 2000. La prima ascensione alla cima del monte avvenne il 23 settembre 1880 ad opera di M. Hltzmann con la guida ampezzana Santo Siorpaes.

### Ascensioni
- Da Pesariis, ore 6. Si raggiunge il Passo Siera 1593 m in ore 2.15, poi passando per Casera Siera di Sopra, per rocce e un canalone si arriva alla cima.

## Galleria d'immagini

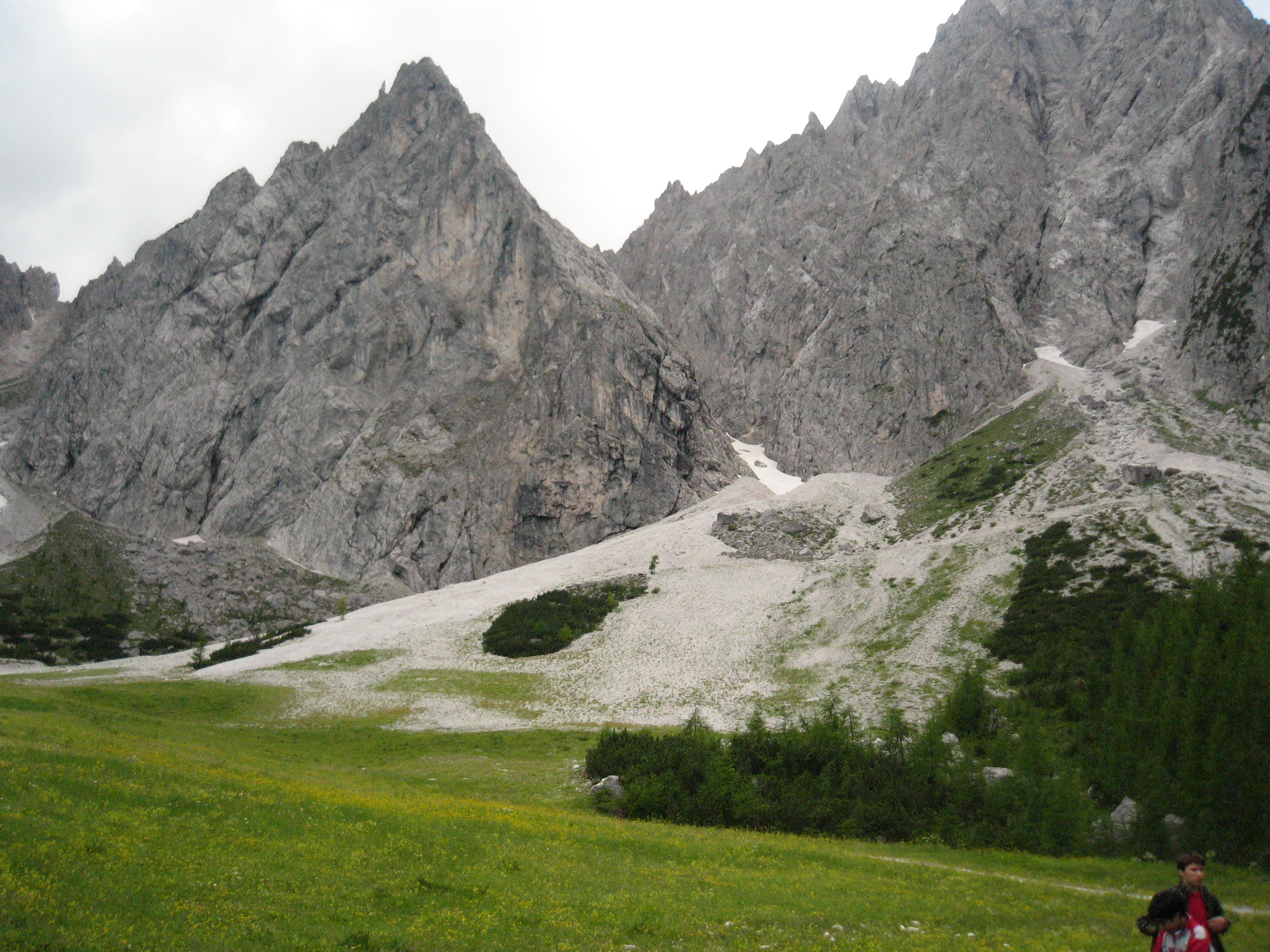
Il Siera dal versante sappadino